# Elektroskop Lauritsena
Elektroskop Lauritsena – rodzaj elektroskopu. Składa się z komory jonizacyjnej z elektrodą wykonaną z pozłacanej nici kwarcowej. W stanie naładowanym nić odchylona jest maksymalnie. W miarę rozładowywania się, opada, a jej położenie można śledzić na skali. Stopień rozładowania jest miarą ilości promieniowania powodującego rozładowanie.
Skonstruowany w latach 30. XX wieku przez Charlesa Lauritsena. Stanowi podstawę działania osobistego dozymetru z nicią kwarcową.